# 柚木美祐
柚木 美祐（ゆずき みゆ）は、日本の作詞家。東京都出身。CF制作会社でのプロダクションマネージャーの経験を経てキティグループに所属。その後、株式会社アワーソングスクリエイティブに所属して現在に至る。デビュー作は高橋洋子の「P.S. I miss you」。

## 主な作詞作品
- 嵐
  - 『ペーパーライダー』
- 上戸彩
  - 『終わりにしよう』
- 来生たかお
  - 『君に嘘をついた』
- 小林優美
  - 『永遠のRemake』（銀装騎攻オーディアン 前期ED）
- 宍戸留美
  - 『ヒ・ロ・イ・ン』（ご近所物語 OP）
  - 『Girls, be Ambitious』
  - 『DON'T YOU KNOW?!』
  - 『素直になって』
  - 『No Problem！』
  - 『泣いてなんか…』
  - 『市場へ出かけましょッ！』
  - 『Heart～言葉にできない～』
  - 『NG！』
- 信濃晴嵐（諏訪部順一）
  - 『Moment』（素敵探偵ラビリンス キャラクターソング）
- 鈴木雅之
  - 『おやすみ』
- 高橋由美子
  - 『Good Love』（お願いダーリン! OP）
  - 『はじまりはいま』
  - 『yell』
  - 『Good-bye Tears』（覇王大系リューナイト OP）
- 高橋洋子
  - 『P.S. I miss you』
- 濱田理恵
  - 『笑顔に会いたい』(ママレード・ボーイ OP)
- 本田美奈子.
  - 『étoile -星-』
- 持田かおり
  - 『もう一度』
- 松崎しげる
  - 『君が微笑うなら』
- 森公美子
  - 『特別な夜のために』
- 園崎未恵
  - 『樹海』
- Lia
  - 『last present』
- 河井英里
  - 『星物語』（こてんこてんこ ED）
- MAHO堂
  - 『ナ・イ・ショ・Yo! おジャ魔女』（おジャ魔女どれみナ・イ・ショ OP）
  - 『ステキ∞』（おジャ魔女どれみナ・イ・ショ ED）
- 20th Century
  - 『光射す場所へ』
- palet
  - 『イチゴ気分』（アルバム「Hello,palet」所収）
  - 『RUNNER』（アルバム「SEVEN DESTINY」所収）
  - 『You are My Miracle』
  - 『Glory Days』
- 天下布舞!岐阜姫軍団
  - 『月下美人』（オムニバス・アルバム「次世代アイドル革命!! Blue Lips」所収）